# Robert Southey
Robert Southey (Bristol, 1774. augusztus 12. – Keswick, 1843. március 21.) angol költő és történetíró.

## Élete
Tanulmányait a westminsteri iskolában kezdette, de innen négy év mulva egy cikk miatt, melyben az angol iskolákban szokásban levő testi fenyítés ellen kikelt, távozni kényszerülvén, Oxfordba ment, ahol teológiát tanult. Fiatalkori excentrikus nézetei Wat Tyler című tragédiájában vannak kifejezve, melyet azonban később maga is elvetett. Tanulmányai elvégeztével, mivel mint unitárius papi állást nem kaphatott, egy ideig Bristolban történelmi előadásokat tartott, majd 1795-ben nagybátyjával Lisszabonba utazott, honnan 6 hónap mulva visszatérve, Londonban jogi tanulmányokkal foglalkozott és bámulatos irodalmi tevékenységet fejtett ki. 1800-ban rövid ideig ismét Portugáliában tartózkodott, majd Gretában (Cumberland) telepedett le. 1807-ben állami nyugdíjt kapott és 1813-ban poeta laureatus lett.
Első költeménye, mely feltűnést keltett, Joan of Arc, gazdag fantáziáról s egyszersmind fiatalkori túlzásokról tanúskodó hősköltemény. 1801-ben jelent meg másik hőskölteménye: Thalaba the destroyer, melyet egymásután követtek: Metrical tales (1804); Madoc (1805); The curse of Kehama (1810) és Roderick, the last of the Goths (1814). Kisebb költeményei közül kiválnak balladái. Mint udvari költő Wellington herceg és a szövetséges európai uralkodók győzelmeit énekelte meg.
Történelmi művei közül a kiválóbbak: Life of Nelson (1813. és újabban, magyar kiadását az akadémia tervezi); Lives of the British admirals (4 köt.); Life of Wesley (1820); History of Brazil (1810-19, 3 köt.); History of the Peninsular war (1823-28, 2 köt.).
Róla szól a következő életrajzi könyv: Life and correspondence of R. S. (kiadta fia Cuthbert S. Károly, 1862, 6 köt.) Életrajzát megírták még: Browne (London 1859), Dowden (uo. 1880) és Dennis (Boston 1887).

## Magyarul
- Nelson életrajza; ford., jegyz. Reményi Antal; Akadémia, Bp., 1902 (A Magyar Tudományos Akadémia Könyvkiadóvállalata. U. F.)